# 片剂

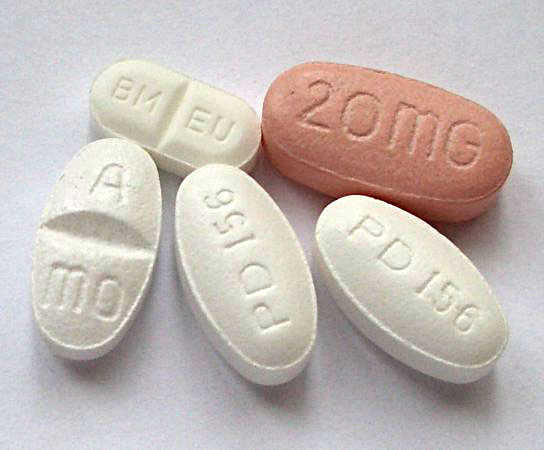
片剂

片剂或錠劑（英語：Tablet）係指药物与辅料混合均匀後经制粒或不经制粒压制成的片状或异型片状制剂可供内服和外用，是目前临床应用最广泛的剂型之一。
片剂由药物和辅料二部分组成，辅料为片剂中除药物以外一切物质的总称，亦称赋型剂为非治疗物质。片剂的常用辅料包括填充剂、润湿剂、粘合剂、崩解剂、润滑剂、着色剂等等。
- 填充剂是用于增加药片的重量与体积，以利于压片成型和分剂量的辅料，主要有淀粉、乳糖、微晶纤维素等；
- 润湿剂是使物料润湿产生粘接力以利于制粒的液体，一般为水或乙醇；
- 粘合剂是使无粘性或粘性小的物料聚集成颗粒或压制成形的具粘性固体粉末或粘稠液体，常用的有HPMC、PVP、淀粉浆、糖粉、糖浆等；
- 崩解剂是促使药片在胃肠道中迅速崩解成小粒子以促进吸收的辅料，常用的有CMCNa、PVPP、淀粉剂及其衍生物、泡腾崩解剂等；
- 润滑剂是为了方便加料和压片，降低颗粒间，颗粒与模孔间，药片与模具间的摩擦力而加入的润滑物质，包括疏水性润滑剂如滑石粉、硬脂酸镁等，水溶性润滑剂如PEG等，助流剂如微粉硅胶等。

## 生产流程
片剂的制备可以使用湿法制粒压片法，干法制粒压片法和直接压片法。各种方法基本制备方法都相差不多，现将药物和辅料均匀混合，制成颗粒或不制成颗粒，将颗粒或者药物和辅料的混合物用压片机压制成型。
湿法制粒压片法是应用最广泛的方法，其工艺流程为：

片剂的质量评价包括片剂的硬度，崩解时限、片重差异、溶出度等。